# Herselt
Herselt es una localidad y municipio de la provincia de Amberes en Bélgica. Sus municipios vecinos son Aarschot, Begijnendijk, Geel, Hulshout, Laakdal, Scherpenheuvel-Zichem y Westerlo. Tiene una superficie de 52,3 km² y una población en 2018 de 14.537 habitantes, siendo los habitantes en edad laboral el 63% de la población.

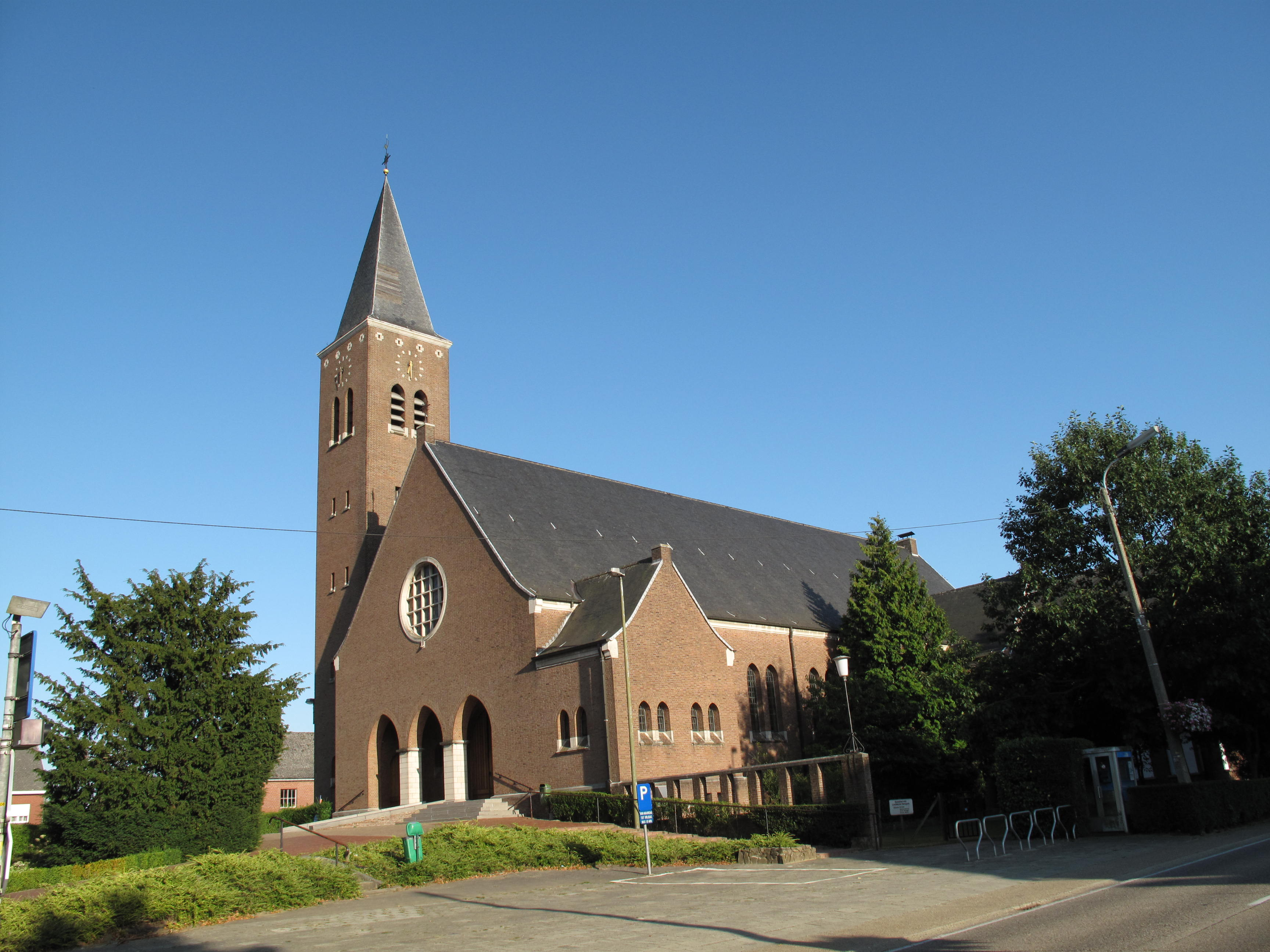
Iglesia de Bergom.

El municipio comprende las localidades de: Herselt, Ramsel, Blauberg, Bergom y Varenwinkel. 

## Demografía

### Evolución
Todos los datos históricos relativos al actual municipio, el siguiente gráfico refleja su evolución demográfica, incluyendo municipios después de efectuada la fusión el 1 de enero de 1977.
| Gráfica de evolución demográfica de Herselt entre 1846 y 2020 |
|                                                               |

## Personas notables de Herselt
- Stein Huysegems, futbolista.
- André Vlaeyen, ciclista.
- Praga Khan, músico electrónico.